# Arbeidsvitaminen
Arbeidsvitaminen is een Nederlands radioprogramma van AVROTROS, dat van maandag tot en met vrijdag tussen negen en twaalf uur 's ochtends wordt uitgezonden op NPO Radio 5. De huidige presentatie is in handen van Hans Schiffers.
Arbeidsvitaminen, oorspronkelijk uitgezonden op Hilversum 2, bestaat sinds 19 februari 1946, waarmee het het langstlopende landelijke radioprogramma ter wereld is en aldus op 1 mei 2006 een vermelding in het Guinness Book of Records verkreeg. Het was het best beluisterde programma van 3FM en behoorde tot de best beluisterde programma's van Nederland.
Lang was de formule gebaseerd op een bedrijf of vereniging die een hele aflevering centraal stond. De werknemers mochten een top tien van favoriete platen samenstellen, de Bedrijven Top Tien, die in het programma werd uitgezonden. Ook werd de leider van het bedrijf uitgeroepen tot de Baas van de Dag. Na elven kwam er ook een gast in het programma, meestal een bekend persoon die om de een of andere reden in de actualiteit staat, een nationale of internationale artiest die een nieuwe single of cd heeft gemaakt of een optreden gaat geven in het land of een persoon die past in het thema van die week. Zo was in 2004 kroonprins Willem-Alexander te gast, toen het programma in Athene de Olympische Zomerspelen bijwoonde. Sinds de verhuizing naar Radio 5 is de formule simpelweg gebaseerd op verzoekjes van luisteraars. De slogan is nu 'Liedjes die altijd gewerkt hebben'.

## Geschiedenis
De bedenker van Arbeidsvitaminen was oud-programmaleider Jaap den Daas van de AVRO. Hij is tevens de man achter de radioprogramma's De bonte dinsdagavondtrein en Hersengymnastiek.
Enige jaren kende het programma een themaweek, waarin het programma vanuit een bijzondere locatie aandacht vroeg voor een goed doel. In 2004 was het programma bij de Olympische Spelen in Athene ten behoeve van de Hartstichting en in Zambia voor het Wereld Natuurfonds. In september 2005 kwam de uitzending vanuit de Filipijnen. Extra aandacht was er in die uitzendingen voor het Liliane Fonds. Ook heeft het programma acties voor de Cliniclowns ondersteund.
Een aantal jaren bevatte het programma het onderdeel "One Minute", een samenwerking met het televisieprogramma "Opsporing Verzocht". Rond half elf werden in het onderdeel van één minuut getuigen van een misdrijf opgeroepen zich te melden.
In 2006 verscheen de verzamel-cd Arbeidsvitaminen 60 Jaar. Tevens verscheen de cd-rom Mega Hitparade (Softmachine), waarin de playlists van Arbeidsvitaminen van februari 1946 tot en met mei 1957 staan opgesomd.
In februari 2008 kreeg Arbeidsvitaminen een boete van € 20.000,- van het Commissariaat voor de Media omdat het bedrijven te veel in het zonnetje zou zetten.
Sinds 1 september 2008 is Arbeidsvitaminen een uur korter. Het vrijgekomen uur werd ingevuld door de ochtendshow GIEL op 3FM die van 6 tot 10 uur uitzond.
Sinds 6 september 2010 is het programma verhuisd naar NPO Radio 5, tussen 10.00 en 12.00 uur.
Sinds 5 oktober 2020 duurt Arbeidsvitaminen weer een uur langer. Het programma start eerder, namelijk om 09.00 uur.
In januari 2021 werd bekend dat het programma is genomineerd voor de Gouden RadioRing 2020.

## Presentatoren
Op 19 februari 1946 ging de eerste uitzending van start met het nummer Go Ahead van the Columbia Orchestra. De eerste jaren was er enkel muziek. In de jaren zestig werden er presentatoren aangetrokken. Enkele presentatoren van het programma:
- Meta de Vries
- Tom Blom
- Krijn Torringa
- Hans van der Togt
- Rick van Velthuysen (1986-1987)
- Bas Westerweel (1987-1989, 1990)
- Mirjam Verhoef (1989-1990)
- Aldith Hunkar (1990-1992)
- Wim Rigter (1997-2001)
- Gerard Ekdom (2001-2010)
- Jan Steeman (2010-2016)
- Hans Schiffers (1992-1997, 2017-)

## In populaire cultuur
- Er wordt naar het programma verwezen in het Doe Maar-nummer "Wat ze doet... (doet ze goed)" (1984). In het nummer wordt de ik-figuur wakker: "De wekker die wekt me en 'k weet even niet waar ik ben/ dan hoor ik een verre stem/ Arbeidsvitaminen/dus het is al over tienen."